# Among My Souvenirs
Among My Souvenirs ist ein Popsong, den Horacio Nicholls (Musik, ein Pseudonym für den Musikverleger Lawrence Wright) und Edgar Leslie (Text) verfassten und 1927 veröffentlichten.

## Hintergrund
Dir Entstehungsgeschichte von Among My Souvenirs ist umstritten; angeblich soll Al Dubin das Lied für 25 Dollar an den Songwriter Edgar Leslie (1885–1976) verkauft haben, weil er das Geld für ein Pokerspiel brauchte. Nach anderen Quellen entstand der Song während eines Englandaufenthaltes, bei dem es zur Zusammenarbeit Leslies mit dem Komponisten und Musikverleger Lawrence Wright kam.
Der Song wurde zunächst in England durch die Aufnahme von Jack Hylton, dann in den Vereinigten Staaten durch Paul Whiteman populär. Er ist als moderate Ballade in E-Dur in der Form AABA geschrieben; „der Refrain ist eine Studie in Minimalismus, mit einer klug skalierten Melodie weniger Noten, jede einmal wiederholt.“ Die zwei letzten Abschnitte des Refrains umfassen jeweils neun Takte, bei einer Gesamtlänge von insgesamt 34 Takten.

## Erste Aufnahmen und spätere Coverversionen
Zu weiteren Musikern, die den Song schon früh aufnahmen, gehörten Ben Selvin, Roger Wolfe Kahn, The Revelers, die California Ramblers, das Orchester Lud Gluskin bzw. das Håkan von Eichwald Jazz Orchester. 
Der Diskograf Tom Lord listet im Bereich des Jazz insgesamt 40 (Stand 2015) Coverversionen, u. a. von Louis Armstrong, Tex Beneke, Dave Brubeck, Benny Carter, Herbie Fields, Helen Humes, Etta Jones, Elliot Lawrence, Hal McIntyre, Knocky Parker, Ken Peplowski, Jesse Powell, Eddie South, Art Tatum und Clark Terry.
Hoagy Carmichael präsentierte den Song in dem Film The Best Years of Our Lives (1946). Among My Souvenirs wurde auch von Bing Crosby (1947), Connie Francis (1959), Judy Garland (1957), Vera Lynn und Frank Sinatra gecovert. Marty Robbins erreichte 1976 mit seiner Version Platz eins der amerikanischen Country-Charts.